# Nighthawk (DC Comics)
Nighthawk è un personaggio dei fumetti, un cowboy dell'universo DC. Il suo vero nome è Hannibal Hawkes e comparve per la prima volta in Western Comics n. 5. Nella sua identità segreta, lavorava come viaggiatore ripara-tutto. Aveva una spalla di nome Jim Peyton.

## Biografia del personaggio
Comparve morente durante la Crisi sulle Terre infinite, anche se fu connesso retroattivamente due volte per inserirsi con la successiva rivelazione che era l'ennesima reincarnazione del Principe Khufu - che si sarebbe poi reincarnato come Carter Hall, l'Hawkman della Golden Age. La continuità corrente volle che fu ucciso da un colpo di pistola sparato da una criminale di nome Matilda Roderic, che era presumibilmente una reincarnazione del prete malvagio Hath-Set, che è destinato ad uccidere Khufu in ogni vita. I discendenti di Roderic furono tutti reincarnazioni di Hath-Set.
La retcon rivelò anche che fu il partner ed amante dell'eroina western Cinnamon, che era una delle reincarnazioni della moglie di Khufu, Chay-Ara.
Nighthawk comparve in Guy Gardner n. 24 durante l'incidente "Ora zero". A questo punto del tempo, portava delle basette bianche. Il gruppo di suoi alleati, che includeva El Diablo e Bat-Lash, si formò al fine di fermare Extant e riportare alla normalità le persone sotto il suo controllo mentale. Nighthawk chiamò questo gruppo "Rough Bunch" in più di un'occasione. L'eroe perso nel tempo, Acciaio, Supergirl, Guy Gardner ed una versione di Batgirl comparvero per aiutarli nella lotta.
Una versione moderna del personaggio comparve nel western Robin Annual n. 6, come mercenario. Lavorò con Robin e il moderno Pow Wow Smith per rintracciare i moderni Gemelli Trigger. Avevano insieme uno show da strada letterale in un'attrazione western per turisti situata vicino Gotham.

## Altri media
- Era stato affermato che Nighthawk sarebbe stato un personaggio giocabile nel videogioco Lego Batman, ma alla fine non fu inserito.